# Чемпионат мира по бегу по пересечённой местности 1988
Чемпионат мира по бегу по пересечённой местности 1988 прошёл 26 марта 1988 года в городе Окленд, Новая Зеландия.
Всего было проведено 4 забега — мужчины (дистанция 12 км), женщины (8 км), а также забеги юниоров (8 км) и юниорок (6 км). Также разыгрывались победители в командном первенстве — складываются четыре лучших результата от страны и по сумме наименьшего времени определялись чемпионы. В командном зачёте среди мужчин победила Кения, а среди женщин — Советский Союз. Команда СССР в составе Елены Романовой, Регины Чистяковой, Марины Родченковой и Ольги Бондаренко обошла команду Великобритании.

## Результаты

### Мужчины
| Место | Имя               | Гражданство | Время 0(м:с) |
| ----- | ----------------- | ----------- | ------------ |
| 1     | Джон Нгуги        | Кения       | 34:32        |
| 2     | Пол Кипкоэч       | Кения       | 34:54        |
| 3     | Кипсубаи Коскеи   | Кения       | 35:07        |
| 4     | Бонифаций Меранде | Кения       | 35:22        |
| 5     | Абебе Меконнен    | Эфиопия     | 35:25        |
| 6     | Мозес Тануи       | Кения       | 35:25        |
| 7     | Джозеф Киптум     | Кения       | 35:46        |
| 8     | Кип Роно          | Кения       | 35:46        |